# 山本清幸
山本 清幸（やまもと きよゆき、1910年 - 1991年9月20日）は、日本の哲学者。

## 略歴
山形県出身。1935年京都帝国大学文学部哲学科卒。1955年九州大学文学部助教授、のち教授。1974年定年退官、名誉教授となる。1959年「シェリング「自由論」の研究」で九大文学博士。シェリングが専門だがのち道元に関心を持った。

## 著書
- 『非存在の哲学』日本学術振興会 1954
- 『形而上学』理想社 1954
- 『シェリング自由論の哲学』学術書出版会 1970
- 『道元禅の省察』(サーラ叢書) 平楽寺書店 1970
- 『哲学体系の象限 近代的思惟と論理主義』九州大学出版会 1982
- 『積極哲学への回帰 バアダーとシェリング』九州大学出版会 1983
- 『道元禅の省察 続』平楽寺書店 1994

### 翻訳
- シェリング『哲学的経験論 哲学入門』ミネルヴァ書房 1973